# Urçay
Urçay ist eine französische Gemeinde mit 296 Einwohnern (Stand: 1. Januar 2022) im Département Allier in der Region Auvergne-Rhône-Alpes (bis 2015 Auvergne). Sie gehört zum Arrondissement Montluçon und zum Gemeindeverband Pays de Tronçais. Die Bewohner werden Urçayais genannt.

## Geografie
Die Gemeinde Urçay liegt am rechten Ufer des Cher, der hier die Grenze zum Département Cher und zur Region Centre-Val de Loire bildet, 37 Kilometer nördlich von Montluçon und 63 Kilometer westlich von Moulins. Das 12,49 km² umfassende Gemeindegebiet ist gekennzeichnet durch eine Mischung von Äckern, Weiden, Wiesen und Gehölzen. Im Osten hat die Gemeinde einen 343 ha großen Anteil am 10.600 ha umfassenden Eichenwald Forêt Domaniale de Tronçais. Zur Gemeinde Urçay zählen die Ortsteile La Croix Palais, Pied Bertin, Les Combles, Les Pics, Vaux, Le Riau und Les Landats. Nachbargemeinden von Urçay sind Lételon im Norden, Braize im Osten, Meaulne-Vitray im Süden sowie La Perche (Département Cher) im Westen.

## Ortsname
Zur Gemeindegründung 1793 hieß der Ort Urset; die Schreibweise änderte sich über Urcay zum bis heute gebräuchlichen Urçay (ab 1801).

## Bevölkerungsentwicklung
| Jahr      | 1962 | 1968 | 1975 | 1982 | 1990 | 1999 | 2006 | 2015 | 2022 |
| Einwohner | 403  | 428  | 390  | 324  | 294  | 298  | 288  | 270  | 296  |

Im Jahr 1886 wurde mit 688 Bewohnern die bisher höchste Einwohnerzahl ermittelt. Die Zahlen basieren auf den Daten von cassini.ehess und INSEE.

## Sehenswürdigkeiten
- Kirche Saint-Martin aus dem 13. Jahrhundert, seit 1989 als Monument historique ausgewiesen[4]
- Schloss Beaumont
- Croix Pétouillon, ein Wegkreuz im Forêt Domaniale de Tronçais

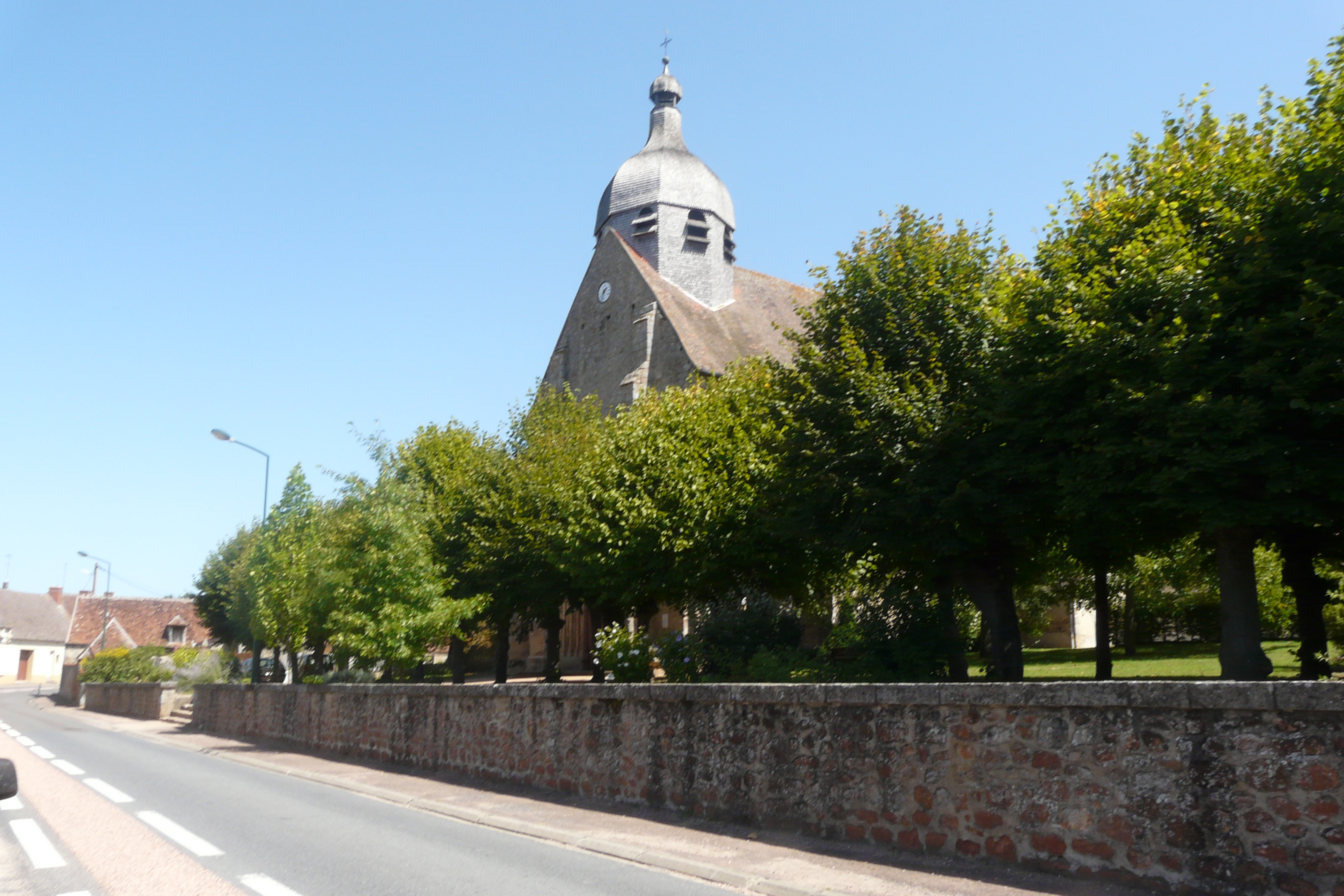
Turm der Kirche Saint-Martin
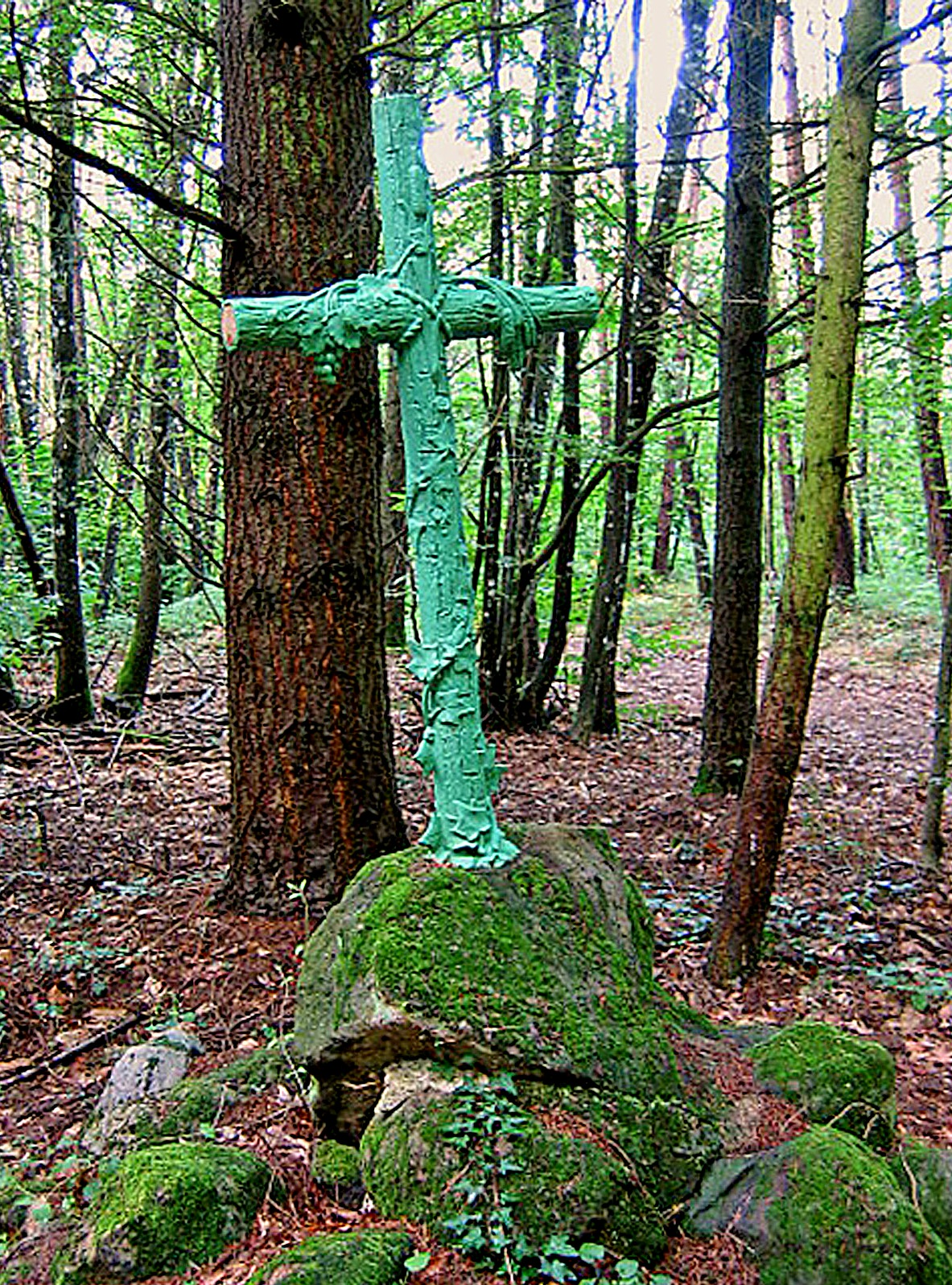
Croix Pétouillon
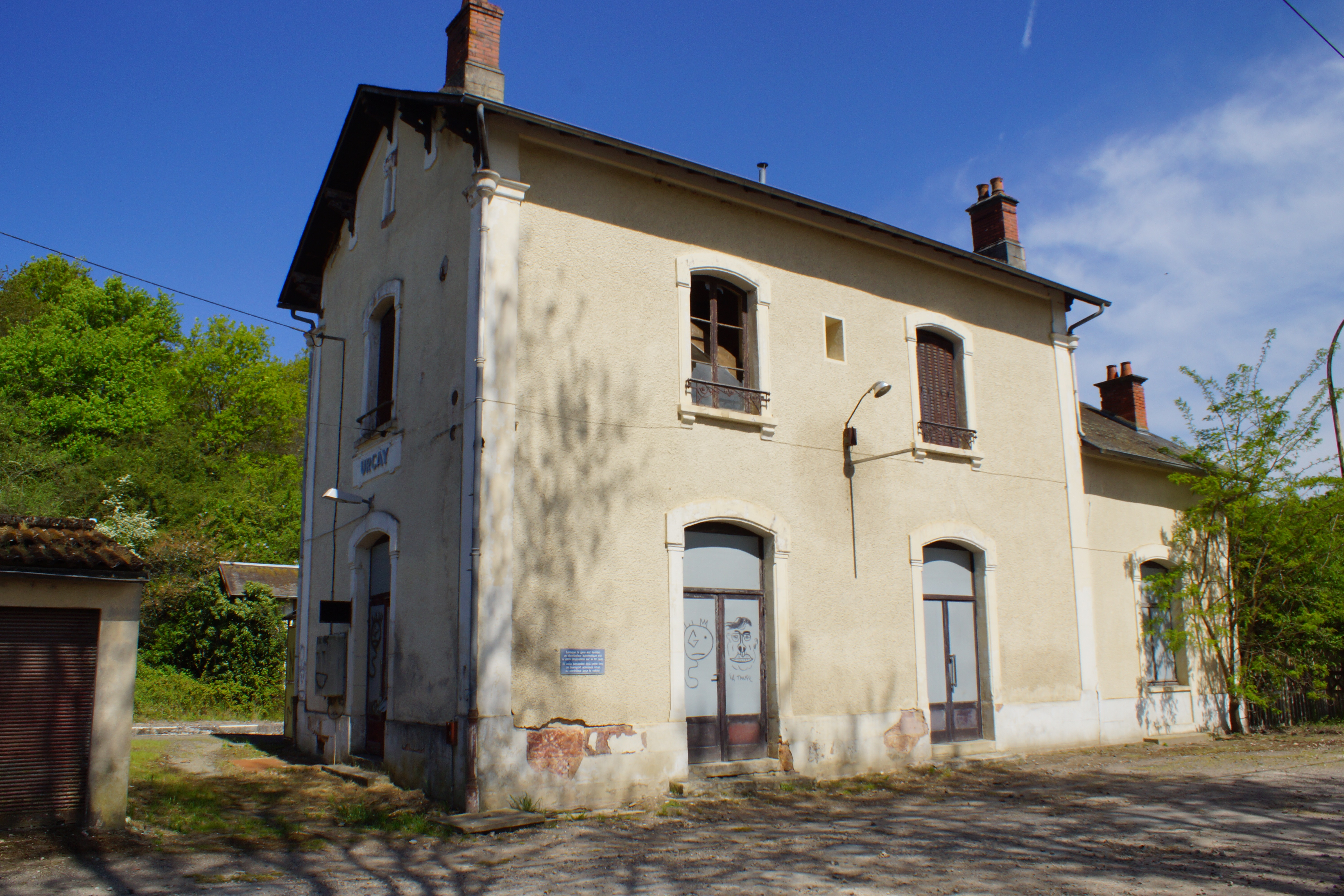
Ehemaliges Bahnhofsgebäude

## Wirtschaft und Infrastruktur
In Urçay sind sechs Landwirtschaftsbetriebe ansässig (Rinder- und Schweinezucht).
Der 1861 eröffnete Bahnhof Urçay an der Bahnstrecke Bourges–Miécaze liegt auf der linken Uferseite des Cher im Gemeindegebiet von La Perche. Durch Urçay führt die Fernstraße D 2144 (frühere Route nationale 144) von Bourges über Saint-Amand-Montrond und Montluçon nach Riom.

## Belege
1. ↑  Ortsname auf cassini.ehess.fr (französisch)
2. ↑  Urçay auf cassini.ehesse
3. ↑  Urçay auf INSEE
4. ↑  Eintrag in der Base Mérimée des Kulturministeriums. Abgerufen am 26. Oktober 2018 (französisch).
5. ↑  Landwirtschaftsbetriebe auf annuaire-mairie.fr (französisch)